# لامبورگینی آتون
لامبورگینی آتون (به انگلیسی: Lamborghini Athon) یک خودروی مفهومی است که توسط برتونه برای لامبورگینی طراحی شده‌است.

## قابلیت‌ها و ویژگی‌های عملکردی
لامبورگینی آتون قابلیت رانندگی دارد و یک خودروی مفهومی تولیدی کاملاً کاربردی است. زیر کاپوت لامبورگینی آتون یک موتور ۳٫۰ لیتری DOHC وی۸ از لامبورگینی سیلوت قرار دارد که در هر سیلندر دو سوپاپ قادر به بیشینه توان ۲۶۰ اسب بخار (۱۹۴ کیلووات) است. در ۷٬۵۰۰ دور در دقیقه و ۲۳۷ پوند-فوت (۳۲۱ نیوتن متر) گشتاور با نسبت تراکم ده به یک. جعبه‌دنده شامل یک جعبه‌دنده تمام سنکرومش است که شامل یک جعبه‌دنده پنج سرعته با کلاچ تک‌صفحه‌ای به کمک هیدرولیک و نسبت محور ۱۴/۳۵ است. طراحی شرکت برتونه SpA شامل یک شاسی یکپارچه و بدنه فولادی است. سامانه تعلیق دارای فنرهای مارپیچ مستقل و کمک فنرهای تلسکوپی است. ترمزهای بادی با منیزیم ریخته‌گری کامپانیولو از دیسک‌های تهویه شده Girling تشکیل شده‌است. لاستیک‌های جلو میشلن 195/50 VR ۱۵ و 275/40 VR ۱۵ در عقب هستند. وزن لامبورگینی آتون ۲۳۹۰ پوند و دارای مخزن سوخت ۸۰ لیتری است. از دید عملکرد، لامبورگینی آتون قادر است به بیشینه سرعت ۱۷۰ مایل در ساعت (۲۷۳٫۶ کیلومتر در ساعت) دست یابد.</link> و می‌تواند از ۰ تا ۶۰ مایل در ساعت (۹۷ کیلومتر در ساعت) را در ۷٫۳ ثانیه طی کند. شرکت RM Sotheby's لامبورگینی آتون را در Concorso d'Eleganza Villa d'Este در ۲۱ می ۲۰۱۱ به حراج گذاشت. به قیمت ۴۸۷٬۰۰۰ دلار آمریکا فروخته شد و ارزش تخمینی امروزی آن، طبق حراج RM، میان ۲۱۳٬۰۰۰ تا ۳۱۲٬۰۰۰ دلار آمریکا است.

## لامبورگینی آتون به‌عنوان یک خودروی مفهومی
شرکت برتونه، یک شرکت خصوصی مستقر در ایتالیا، لامبورگینی آتون را ایجاد کرد تا حمایت همیشگی خود را از شرکت لامبورگینی بر اساس بیانیه مطبوعاتی سازنده تورین نشان دهد. نام لامبورگینی آتون به این دلیل است که این خودرو یک رودستر است و برای آب و هوای مناسب ساخته شده‌است. این نام به آیین مصری خورشید اشاره دارد.

### جنبه‌های طراحی

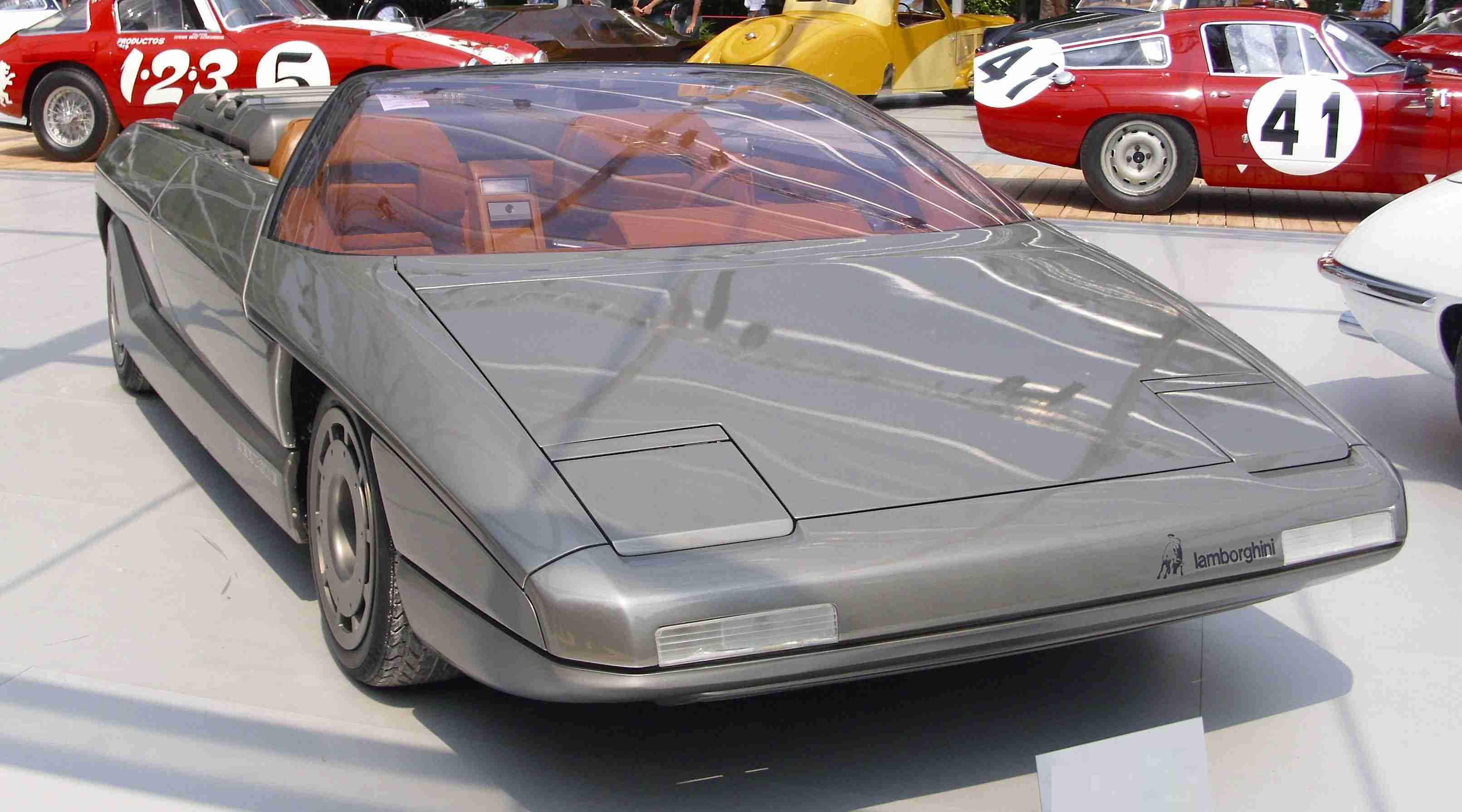

مارک دشان فرانسوی، فرایند طراحی لامبورگینی آتون را رهبری کرد که نخستین خودروی مفهومی استودیو برتونه بود. او پس از ترک مارچلو گاندینی به‌عنوان هماهنگ‌کننده طراحی در سال ۱۹۷۹ برای برتونه، به عنوان رهبری طراحی انتخاب شد. این خودرو برپایه زیبایی‌شناسی سایه‌نما اسپرت ساخته شده بود و به برخی از ظاهرهای لامبورگینی اوراکو شباهت داشت. مارک دشان از طراحی پیشین خودروهای مفهومی برتونه تقدیر کرد. او به‌طور خاص لامبورگینی آتون را بسیار شبیه به خودروهای مفهومی برتون در دهه ۱۹۷۰ ساخت. او شامل «حجم‌های هندسی حجاری‌شده» بود که با لبه‌های واضح و خطوط برش مشخص می‌شدند. مارک دشان همچنین از آنچه که در سطح جهانی به عنوان طراحی سنتی اسپایدر برای خودرو شناخته می‌شود، پیروی نکرد. لامبورگینی آتون، یک اسپایدر اعلام شده، کابین آن در موقعیت رو به جلو قرار دارد، برخلاف کابین معمولی میان ست در یک اسپایدر معمولی. یکی دیگر از جزئیاتی که آتون را از زیبایی‌شناسی اصلی یک اسپایدر متمایز می‌کند، ارتفاع و موقعیت عرشه عقب در مقایسه با ارتفاع و موقعیت کاپوت شیب دار است. این مفهوم طراحی بعداً زمانی که شرکت برتونه جالپا اسپیدستر را ایجاد کرد، مورد استفاده قرار گرفت. طراحی لامبورگینی آتون بر تولیدات رسانه‌ای و فیلم نیز تأثیر گذاشت. آتون در هنگام ساخت وسایل برای فیلم‌های زیر مورد اشاره قرار گرفت: ترون، یادآوری کاملl، و پلیس آهنی .

### امضای طرح مارک دشام آتون
مارک دشام همچنین با الهام از نوچیو برتونه چند ویژگی منحصربه‌فرد دیگر را به بدنه خودرو اضافه کرد. به عنوان مثال، مارک دشان درها را ایجاد کرد تا شکاف قابل توجهی میان درها و رکاب درها ایجاد شود. نکته دیگری که باید به آن توجه کرد این است که مارک دشان چراغ‌های عقب را نیز به گونه‌ای طراحی کرد که شیارهای بسیار نازکی داشته باشند تا اطمینان حاصل کند که با قسمت عقب خودرو تداخلی ندارند. نکته منحصربه‌فرد در مورد این خودرو طراحی فرمان و صفحه نمایش لمسی است. فرمان با یک پره طراحی شده بود. توجه داشته باشید که در سمت چپ فرمان یک غلاف وجود داشت. غلاف نصب شده به عنوان مکانی برای نگهداری کنترل‌های ثانویه مورد استفاده قرار گرفت. پانل‌های صفحه نمایش لمسی مجهز به خوانش الکترونیکی بودند. وگالیا، یک تامین‌کننده ایتالیایی، طراحی ابزاری لامبورگینی آتون را ایجاد کرد. آنها برف پاک کن‌ها، چراغ‌های راهنما و همچنین سوئیچ‌های نشانگر را ساختند که در نزدیکی فرمان قرار دارند. طرح لامبورگینی آتون به افتخار فیلیپو پرینی به افتخار عشق وفادار او به ظاهر زیبایی‌شناسی لامبورگینی سیلوئت ایجاد شد. تأثیر او به عنوان طراح لامبورگینی در کاپوت شیبدار جلوی لامبورگینی آتون دیده می‌شود. لامبورگینی آتون به زور به شرکت برتون داده شد زیرا شرکت لامبورگینی در حال انحلال بود و مشکلات مالی را پشت سر می‌گذاشت. لامبورگینی آتون بلافاصله پس از نمایش در نمایشگاه خودروی تورین در موزه برتون واقع در روبیانا، ایتالیا بازنشسته شد. برتون گهگاه این خودرو را از موزه خود خارج کرد و در چند نمایشگاه منتخب برای عموم به نمایش گذاشت. اگرچه تعمیرات جزئی در برخی از اجزای مکانیکی خودرو انجام شده‌است، اما لامبورگینی آتون هرگز بازسازی نشد. از آنجایی که لامبورگینی آتون هرگز بازسازی نشده‌است، در شرایط اولیه خود ارائه می‌شود.

## تأثیر بر لامبورگینی به‌عنوان یک شرکت
آتون در طول بحران مالی لامبورگینی ایجاد شد که با انحلال شرکت به پایان رسید. در نتیجه، بیشترین تأثیر آتون بر شرکت باید زمانی باشد که برتون آن را در موزه خود قرار داد. مطبوعات مرتبط با این حرکت توجه بیشتری را به آتون و لامبورگینی به عنوان یک شرکت جلب کردند.